# ملک‌آباد (کورین، یک)
ملک‌آباد روستایی در دهستان کورین بخش کورین شهرستان زاهدان استان سیستان و بلوچستان ایران است.

## جمعیت
بر پایه سرشماری عمومی نفوس و مسکن در سال ۱۳۹۵ جمعیت این مکان ۶۲ نفر (۱۵خانوار) بوده‌است.